# Knockoutmus

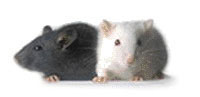
Knockoutmöss.

En knockoutmus är en mus där man avsiktligt stängt av (knockat) en eller flera gener. Syftet är att studera vad specifika gener har för funktion. Att man gör dessa experiment på möss beror på att de förökar sig snabbt, är billiga att föda upp och är tämligen närbesläktade med människan.  Ibland kan man välja att knocka gener på andra organismer än möss, exempelvis på växter.
De första knockoutmössen producerades av Mario R. Capecchi, Martin Evans och Oliver Smithies mellan 1987 och 1989, ett genombrott för vilket de tilldelades Nobelpriset i medicin eller fysiologi för 2007.

## Exempel på knockade gener
Knockoutmössen används som experimentella djurmodeller för sjukdomar och för att klargöra funktionerna för specifika gener.
Många cancerformer har visats innehålla mutationer i tumörsuppressorgenen p53. Li-Fraumenis syndrom är en ärftligt tillstånd hos människor som gör att man har dramatiskt ökad risk att utveckla cancer. Man upptäckte att det var en defekt p53 som ärvdes. Genom att knocka p53 i möss kunde man få fram djur som hade samma symptom som Li-Fraumeni-patienterna.
Utan mättnadshormonet leptin blir man överviktig. Man känner till mutationer som gör att det inte bildas leptin, och har därför gett den defekta genen namnet ”ob” som i obesitas (latin: ’överviktig’). Genom att knocka obgenen i möss har man fått fram djur som lätt blir feta.

## Material och metoder
1. Man börjar med att kolla hur kromosomen ser ut några hundra baspar före och efter genen man vill slå ut. Sedan konstruerar man en DNA-sekvens som börjar och slutar på samma sätt men som i mitten innehåller en gen som ger embryon tålighet mot ett gift.
2. Man provrörsbefruktar musägg från en vit ras. När de utvecklats till ett tiotal celler tar man isär cellerna och injicerar den konstgjorda DNA-sekvensen i dem. Detta är ett pilljobb, så istället för att spruta in den kan man också få cellerna att ta upp sekvensen med en elektrisk stöt. Detta är inte lika effektivt, men betydligt enklare att göra. Sedan häller man på giftet genen skyddar emot, för att på så sätt rensa bort de celler där överföringen misslyckats.
3. Man placerar löpande mushonor och sterila hanar i samma bur. När djuren parar sig förbereds honorna för graviditet, vilket gör att de artificiellt befruktade äggen kan utvecklas.
4. Man provrörsbefruktar musägg från en svart ras. När de utvecklats till blastocyster lägger man till cellerna från steg 2. De chimära embryona injiceras i honorna från steg 3. Ungarna som föds kommer att vara svart-vit-fläckiga. Ju vitare de är desto större proportion celler där genen slagits ut.
5. Man låter ungarna föröka sig. Deras svarta ungar kommer att vara normala, medan de vita är knockoutmöss som skall studeras. Föds det inga vita möss kan man anta att genen man slagit ut är livsnödvändig. Man får då undersöka närmare varför det blir missfall.
6. Man ser till att de blandas med rätt sort och så att de inte bråkar eller dödar varandra.